# Nortts demoer
Dette er en liste over Nortts demoer udgivet i perioden 1997-1999.

## Nattetale
Nattetale er den første demo fra det danske black funeral doom metal band Nortt, som blev udgivet i 1997, i et begrænset oplag på 100 eksemplarer. Efter udgivelsen af denne demo indspillede Nortt en ny version, da han ikke var tilfreds med den første version. Dette nye bånd blev dog aldrig sat til salg, og kun givet til Nortts nære venner med deres navne på omslaget. Det anslås at der cirka findes tyve eksemplarer. Denne version blev aldrig set som en officiel udgivelse, da Nortt ikke ønskede det. I følge Nortt var ideen bag Nattetale, at "vække nattens ånd, og derved overlevere den besnærende fortælling om ensomhed i evigt mørke."

### Spor
1. "Dystert Sind" – 02:45
2. "Den Sidste Nat" – 07:04
3. "Intet Lys i Livet" – 05:39
4. "I Mørket" – 05:40

## Døden...
Døden er den anden demo fra det danske black funeral doom metal band Nortt, som blev udgivet i 1998, i et begrænset oplag på 150 eksemplarer. Ifølge Nortt var ideen bag denne demo, at lede lytteren mod det uundgåelige – graven.

### Spor
1. "Dødens Indtræden" – 02:09
2. "Døden..." – 11:14
3. "Intethedens Mørke" – 11:38
4. "Evig Hvile" – 13:21

## Graven
Graven er den tredje demo fra det danske black funeral doom metal-band Nortt, som blev udgivet i 1999, i et begrænset oplag på 250 eksemplarer. I 2002 genudgav Maggot Records demoen med omslaget som billede på selve cd-disken. Udgivelse havde et begrænset oplag på 100 cder, og manglede de to spor "Sørgesalmen" og "Sidste
Vers", selvom de dog stod nævnt på omslaget. I 2004 var det det svenske pladeselskab Total Holocaust Records, som genudgav demoen denne gang i cd version, på 1000 eksemplarer. En lpudgave stod Cryptia Productions for i 2005, begrænset til blot 300. Atter blev den sidst udgivet af Red Stream, Inc. i 2007, i et ubegrænset oplag. Konceptet bag Graven var en trist beretning fortalte af fortabte sjæle.

### Spor
1. "Graven" (Intro) – 01:43
2. "Gravfred" – 09:52
3. "Sørgesalmen" – 09:48
4. "Sidste Vers" – 11:33
5. "De Dødes Kor" – 07:14
6. "Graven" (Outro) – 01:52

## Fodnoter
1. ↑  ""Nattetale" MC". Nortt. Arkiveret fra originalen (HTML) 12. april 2009. Hentet 2009-08-20.
2. 1 2  "Nortt - Nattetale" (HTML). Hentet 2009-08-23.
3. 1 2 3  "Nortts biografi". Arkiveret fra originalen (HTML) 18. december 2008. Hentet 2009-08-24.
4. ↑  ""Døden…" MC". Nortt. Arkiveret fra originalen (HTML) 4. februar 2009. Hentet 2009-08-20.
5. 1 2  ""Graven" MC". Nortt. Arkiveret fra originalen (HTML) 14. februar 2009. Hentet 2009-08-20.